# حفلة الكونت دي أورجيل (رواية)
حفلة الكونت دي أورجيل قصة لرايموند راديجيه ظهرت في يوليو 1924، بعد موت كاتبها بقليل من الوقت. هي قصة فرنسية تحتوي علي حب ثلاثي. وتعتبر من أساسيات قصص الأخلاق. تدور الأحداث في باريس في الفترة من 1920 إلى 1929. وتتركز كتابتها علي تحليل السيكولوجية الشخصية.

## مُلخص القصة
تبدأ القصة في فرنسا في عام 1920 ، تنشأ صداقة بين فرنسوا دي سيريوز وهو شاب طالب ينحدر من طبقة النبلاء الإقطاعيين القديمة وبين الكونت دي أورجل من نبلاء القصر؛ وذلك بهدف خداع بول روبين صديق مشترك بينهم ودبلوماسي وذلك في سهرة لدي المهرج مدرانو.
في هذه المناسبة قابل الطالب زوجة الكونت، ماهو دي أورجل، حيث وقع سريعاً في حبها.
لا يعترف فرنسوا بشعوره هذا رغبتاً في الحفاظ علي ماء وجهه أمام الكونت آن الذي يحترمه كثيراً ويقدره كصديق له. وبالرغم من بعده عن جميع أنشطة دي أورجيل إلا أنه أصبح صديقهم الحميم.
قدم فرانسوا الأورجيل لوالدته السيدة دي سيريوز، وهي سيدة أرملة صغيرة في السن. وكان يواجه صعوبة في تعامله مع والدته. 
اكتشف آن صلة قرابة بعيدة بين فرانسوا وزوجته ماهو سليلة الجريومار دي لا فربوري وهو ما أذهلهم حيث أنها صلة قرابة بعيدة وضعيفة.
كانت علاقة الصداقة الصداقة بين فرانسوا وآن وعلاقة والدته بالأورجيل السبب في تقربه من ماهو دي أورجل، كانت ماهو تحب زوجها كثيراً ولم تفهم شعور فرانسوا تجاهها.
مرت أجازات الصيف وكان كل منهما في انتظار معرفة اخبار الأخر، وقد أوشكت ماهو علي الاعتراف بحبها لفرانسوا، ولم تعرف ماذا تفعل فلجأت للاعتراف بحبها إلي السيدة دي سيريوز. تلك اتي تفتقر إلي الذكاء، أعلنت لفرانسوا ما كان ليقال، وهو مادفعة أن يفعل ما كانت تخشاه ماهو وهو: مواصلة العلاقة الودية مع مع آن. 
ه1ا الأخير الذي يخر من فرانسوا، علي حساب الأمير ناروموف خلال أمسية التحضير للحفل، اعترفت ماهو بهلعها إلي زوجها. فكر آن بسوء فهم ولم يستمع إلي زوجته، ولم يأخذ ما قالته زوجته علي محمل الجد.

## الموضوعات المطروحة
- «قصة حيث السيكولوجيا رومانسية»:[1] بحسب كوكتوه، وضع راديجيه كل اهتمامه في إبراز سيكولوجية شخصياته. تحتل الغالبية العظمي من كتباته، فهم يشرح ما يدور في أفكارهم، مُنيراً بتعليقاته قراراتهم وسلوكهم. «هذه التصريحات الجامعة المانعة، تظهر وبقوة الوجود المظفر للكاتب، والقادر فقط علي تحليل الآليات النفسية للأشخاص» [2] وهم متعددين بالنص.
- في الفصل الأول من الكتاب، يطبق راديجيه علم الأنساب علي أبطال قصته وأسرهم. ولم ينسي أن يذكر نسب الأبوة بين الجيومار دي لا فربوري وبين التاشير دي لا باجوري (عائلة جوزفين، والتي تتعلق بعا والدة راديجيه.[2]
- رسمت عناصر الطبيعة النادرة المُتعلقة علي ضفاف مارن والرحلات للبلاد الريفية، النشاط الواضح لسيريوز أكثر من ماهو.
- البيئة الاجتماعية هي البرجوازية والنبلاء من باريس ما بعد الحرب، وذُكر أيضاً السياق التاريخي. وتطرق في الحديث عن الحرب العالمية الأولى و[[الثورة الروسية (1917)]] ، وذلك في اللقائات العشوائية. نحن في مرحلة ما بعد الحرب العبثية، حيث لا نفكر إلا في الاحتفال كلما أمكن.
- يظهر الطباق، حيث يجسد بول الانتهازي الأخرق، الغير بارع[3]، الذي يفقد كل ما يملكه، يضاعفه العفوية من قبل فرانسوا. وبحسب كاليشون براسا: " من خلال هذا الشخص، يثحاكم راديجيه فئة المحاسبين، حيث سيكون النموذج راستينياك في أونوريه دي بلزاك[2]

## حول القصة
- عرفت القصة أكثر من إصدار، حيث كان الإصدار الأول نحو 400 صفحة [2]، وذلك قبل طبعه. نُشر الإصدار في النهاية بواسطة جراسيه وكانت القصة بدون اسم كاتب حيث أن راديجيه كان قد مات بعد أن أصابته حمى تيفية مُدمرة.
- كُتبت الصة وبواسطة راديجيه، وصحح نصها جان كوكتو وجوزيف كيسيل.[2] وقد ساعد جان كوكتو راديجيه كثيراً في متاباته، حتي أن النقاد كتبوا في وقت نشر الكتاب:«إنه كوكتو جيد جداً».[2] قام جاك إيميل بلانش بتصحيح التجارب المطبعية قبل وفاته.
- لدي مقالة راديجيه مستويات كثيرة من القراءة. حيث من الممكن أن تكون «قصة حب عنيفة»، ولكن كوكتو قد أشار في مقدمة طبعة 1924، إلي أن «الميثاق والحشمة قد غطوا الأكثر إضطراباً والأكثر عفة» ذُكرت نادية إدوارد بواسطة جاليشون براسارت وذلك بسبب تحليلاتها النفسية لكتب راديجيه.[4] حيث تُخمن أن هناك بُعد مثلي الجنس في الحفل، تذكيراً لعلاقة الحب بين راديجيه وكوكتو، حيث درست بوضوح أسماء الأعلام حيث تعطي للزوج والعاشق أسماء نساء، «سيريوز»، «آن»، والنساء علي العكس «ماهو» وهو من السمع لذكر.[2]
- تم إنتاج فيلم التكييف من قبل مارك آليجريه في عام 1970 ، حفلة الكزنت دي أورجيل، حيث لعب جان كلود بريالي دور آن دي أورجل.

## روابط خارجية
حفلة الكونت دي أورجيل بالفرنسية. ويكي مصدر 